# Argentijnse Masters
De Argentijnse Masters (ook: Torneo de Maestros) is een van de hoogst aangeschreven golftoernooien van Argentinië, niet te verwarren met het Argentijns Open.
De eerste editie vond plaats in 1961, en het toernooi vindt altijd plaats op de Olivos Golf Club bij Buenos Aires.
Het toernooi maakte deel uit van de Tour de las Americas. Sinds 2008 telt het ook mee voor de Canadese PGA Tour, net als het Sports Frances Open en de Costa Rica Golf Classic.
Roberto De Vicenzo heeft het toernooi vijf keer gewonnen, Ángel Cabrera vier keer. Slechts tweemaal eindigde het toernooi in een play-off. In 1962 werd het toernooi ingekort, en versloeg Roberto De Vicenzo de Zuid-Afrikaanse speler Bob Charles. In 2008 versloeg Ángel Cabrera zijn landgenoot Ricardo González.

## Winnaars

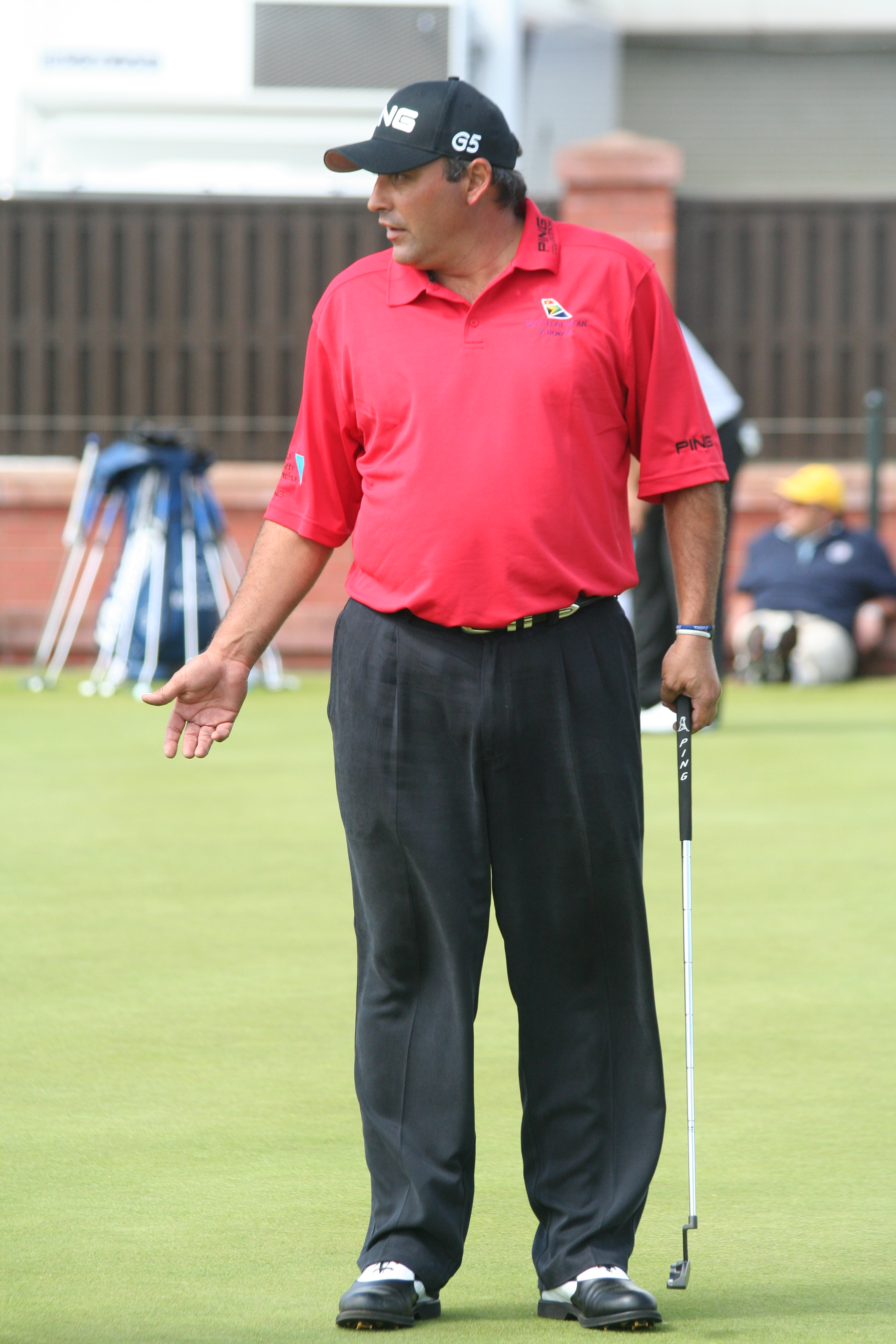
Ángel Cabrera, 2007

| Jaar    | Winnaar            | Score         | Score         | Tweede plaats                                   | Beste amateur      |
| ------- | ------------------ | ------------- | ------------- | ----------------------------------------------- | ------------------ |
| 1961    | Enrique Orellana   | 272           | -12           | Leopoldo Ruiz                                   | German Carman      |
| 1962    | Roberto De Vicenzo | 195           |               | Bob Charles                                     | Jorge Ledesma      |
| 1963    | Leopoldo Ruiz      | 281           | -3            | Roberto De Vicenzo                              | J. Ponzio          |
| 1964    | Roberto De Vicenzo | 273           | -11           | Florentino Molina                               | German Carman      |
| 1965    | Leopoldo Ruiz      | 277           | -7            | Roberto De Vicenzo                              | Raul Travieso      |
| 1966    | Roberto De Vicenzo | 277           | -7            | B. McAllister                                   | Jorge De Azcuenaga |
| 1967    | Vicente Fernández  | 279           | -5            | Roberto De Vicenzo                              | Jorge Ledesma      |
| 1968    | George Archer      | 276           | -8            | Bob Goalby                                      | Alberto Barreira   |
| 1969    | Bert Yancey        | 273           | -11           | Orlando Tudino                                  | Roberto Monguzzi   |
| 1970    | Roberto De Vicenzo | 273           | -11           | Billy Casper, Gary Player                       | Roberto Monguzzi   |
| 1971    | Vicente Fernández  | 282           | -2            | Florentino Molina                               | Jaime Gonzalez     |
| 1972–73 | Geen toernooi      | Geen toernooi | Geen toernooi | Geen toernooi                                   | Geen toernooi      |
| 1974    | Roberto De Vicenzo | 277           | -7            | Carlos Liberto                                  | Ricardo Rossi      |
| 1975–76 | Geen toernooi      | Geen toernooi | Geen toernooi | Geen toernooi                                   | Geen toernooi      |
| 1977    | Florentino Molina  | 273           | -11           | Tommy Aaron, Peter Townsend                     | Luis Carbonetti    |
| 1978–96 | Geen toernooi      | Geen toernooi | Geen toernooi | Geen toernooi                                   | Geen toernooi      |
| 1997    | Bernhard Langer    | 277           | -7            | Eduardo Romero                                  | Julio Madero       |
| 1998    | Raúl Fretes        | 271           | -13           | Eduardo Romero                                  | Julio Madero       |
| 1999    | Ángel Cabrera      | 271           | -13           | Scott Dunlap, Fabian Montovia, Costantino Rocca | Matias O´Curry     |
| 2000    | Geen toernooi      | Geen toernooi | Geen toernooi | Geen toernooi                                   | Geen toernooi      |
| 2001    | Ángel Cabrera      | 272           | -12           | Eduardo Romero                                  | P. Lopez Vilaclara |
| 2002–04 | Geen toernooi      | Geen toernooi | Geen toernooi | Geen toernooi                                   | Geen toernooi      |
| 2005    | Ángel Cabrera      | 278           | -6            | Julio Zapata                                    | Emilio Dominguez   |
| 2006    | Andrés Romero      | 204           | -9            | Ángel Cabrera                                   | Alan Wagner        |
| 2007    | Ángel Cabrera PO   | 277           | -7            | Ricardo González                                | Federico Cabrera   |
| 2008    | Fabián Gómez       | 271           | -13           | Andrés Romero                                   | =                  |
| 2009    | Tom Lehman         | 274           | -10           | Daniel Vancsik, Miguel Carballo                 | Emiliano Grillo    |
| 2010    | Andrés Romero      | 271           | -13           | Fabián Gómez                                    | Emiliano Grillo    |
| 2011    | José Cóceres       | 276           | -8            | Ricardo González                                | Franco Romero      |